# Les Sources
A Regionalidade Municipal do Condado de Les Sources está situada na região de Estrie na província canadense de Quebec. Com uma área de mais de setecentos quilómetros quadrados, tem, segundo o censo de 2006, uma população de cerca de quatorze mil pessoas sendo comandada pela cidade de Asbestos. Ela é composta por 7 municipalidades: 2 cidades, 3 municípios, 1 freguesia e 1 cantão.

## Municipalidades

### Cidade
- Asbestos
- Danville

### Municípios
- Saint-Adrien
- Saint-Georges-de-Windsor
- Wotton

### Freguesia
- Saint-Joseph-de-Ham-Sud

### Cantão
- Saint-Camille